# Tenth Amendment Center
Le Tenth Amendment Center (litt. Centre du dixième amendement) est une organisation politique de droite américaine prônant les droits des États et limitant le pouvoir fédéral,. 

## Organisation
Le Tenth Amendment Center a été fondé en 2007 par son directeur exécutif, Michael Boldin,.

## Activités
Le Tenth Amendment Center fait pression contre la législation fédérale américaine qu'il considère comme étant en décalage avec la Constitution des États-Unis. Elle fut décrite par la Southern Poverty Law Center comme étant politiquement d'extrême droite. 
En 2016, dans ce qui fut décrit comme un "partenariat insolite" dans Education Week, le Tenth Amendment Center s'associa à l'Union américaine pour les libertés civiles afin de proposer une législation suggérée dans le but de protéger la confidentialité des données des étudiants. 